# Eurytoma orbiculata
Eurytoma orbiculata är en stekelart som beskrevs av Thomas Say 1836. Eurytoma orbiculata ingår i släktet Eurytoma och familjen kragglanssteklar. Inga underarter finns listade i Catalogue of Life.